# Diccionario de términos médicos
El Diccionario de términos médicos de la Real Academia Nacional de Medicina de España es un diccionario terminológico de medicina en español, que resulta del trabajo multidisciplinar coordinado de académicos, especialistas, lexicógrafos, traductores y etimólogos. Con 52 000 entradas, es un diccionario original de nueva planta, dedicado preferentemente a médicos y otros profesionales biosanitarios, así como a estudiantes de esas disciplinas, del que también puede beneficiarse cualquier persona interesada en el lenguaje médico. Tiene un carácter normativo y didáctico, para lo cual incorpora un apartado de observaciones que alertan al lector frente al riesgo de confusión entre términos o conceptos parecidos, recomiendan utilizar una palabra en lugar de otra, recuerdan normas gramaticales u ortográficas, y advierten sobre fallos habituales, traducciones incorrectas o formas viciadas. Incorpora también equivalentes en lengua inglesa, información etimológica y nomenclaturas normalizadas.
Fue publicado en septiembre de 2011, y apareció simultáneamente en papel y en edición electrónica en línea de acceso libre y gratuito. La Real Academia Nacional de Medicina continúa trabajando en la actualización de este diccionario, así como en la elaboración del Diccionario panhispánico de términos médicos.

## Antecedentes históricos

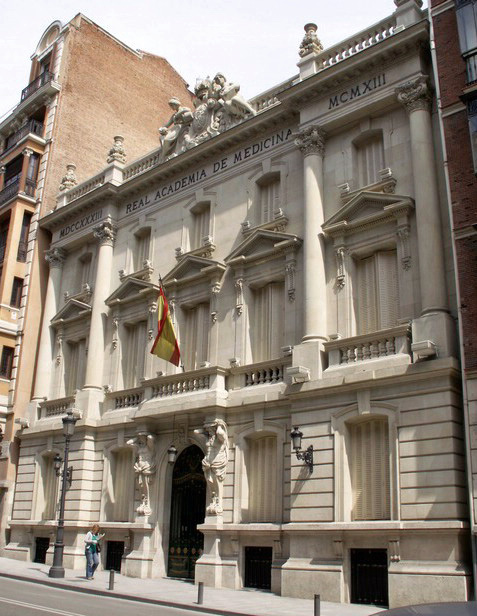
Sede de la Real Academia Nacional de Medicina, en la calle Arrieta de Madrid.

El Diccionario de términos médicos es uno de los objetivos que desde su origen ha tenido la Real Academia Nacional de Medicina. Ya en los nuevos estatutos de 1796, bajo el reinado de Carlos IV, se diseña un Plan de ocupación en que debe emplearse la Real Academia Médica de Madrid, en el que  figura ya «la formación de la nomenclatura o explicación de las voces técnicas españolas [...]», es decir, la elaboración de un diccionario médico.
Este cometido sigue presente en el Reglamento de la Real Academia de Medicina de Madrid de 1861, y durante la década de 1930 hay también intentos de reemprender la tarea, pero la guerra civil española corta de raíz esta nueva tentativa.
A partir de 1941, en los sucesivos estatutos de la Real Academia y en sus anuarios, figura una «Comisión del Diccionario de términos médicos» entre sus comisiones permanentes, encargada de la elaboración del mismo con el objetivo de normalizar la terminología médica en español, pero es necesario llegar a finales del siglo XX para abordar la elaboración del diccionario de forma definitiva, que se hace realidad gracias a la iniciativa y el trabajo de los académicos Antonio García Pérez e Hipólito Durán Sacristán (director de la primera edición del diccionario).
En la elaboración del Diccionario de términos médicos han participado fundamentalmente los académicos de número, de acuerdo con su especialidad, y también algunos académicos correspondientes, además de un reducido número de expertos cuidadosamente seleccionados, así como un equipo técnico especializado.

## Características
Se trata de una obra pensada, elaborada y escrita directamente en español, no traducida de otros idiomas, en la que las entradas constan de información etimológica, equivalencia en inglés norteamericano (incluido el canadiense estándar), definición, sinónimos y observaciones. Además del núcleo central de términos habituales en el lenguaje internacional de la medicina en cualquier país, se recogen numerosos términos característicos de la medicina española e hispanoamericana y de la misma forma, además de los antropónimos, se recogen los nombres de personalidades médicas, especialmente del área hispana, y sus contribuciones a la medicina.
La información etimológica de la palabra explica su origen, formación, evolución histórica y la fecha de incorporación al lenguaje médico actual.
El equivalente en inglés norteamericano figura en todas las entradas principales. En el caso de los términos polisémicos, se indican las distintas equivalencias inglesas para cada uno de los significados que puede adoptar en español un mismo término.
Las definiciones de los términos han sido elaboradas por académicos o expertos de prestigio en cada disciplina, están expuestas con claridad y precisión y están actualizadas; son homogéneas en términos afines (anatómicos, microbiológicos, fármacos, instrumentos, etc.) y proporcionan información suficiente y en muchos casos extensa sobre el concepto definido.
El diccionario aporta cerca de 35 000 sinónimos y variantes. Entre ellos, se incluyen formas incorrectas o desaconsejadas. En estos casos, se marca tipográficamente (mediante el tachado del término incorrecto) y se remite al término preferido por la Academia. La preferencia académica opta por los términos españoles frente a los extranjerismos, en todos los casos posibles, y por los términos correctamente formados en español desde el punto de vista morfológico y sintáctico, siempre que el uso lo permita.
En más de 5000 entradas se incorpora nomenclatura normalizada de Terminología Anatómica Internacional (TA), clasificación internacional de enfermedades (CIE-10), terminología psiquiátrica estadounidense (DSM-IV), claves internacionales de la Comisión de enzimas (Número EC), Denominaciones Comunes Internacionales (DCI) para las sustancias farmacéuticas, fórmulas y símbolos químicos, abreviaturas y unidades internacionales.
Por último, dado que el diccionario tiene un carácter normativo, a través de 27 000 observaciones contenidas en la obra, se orienta al lector sobre riesgos de confusión entre términos parecidos o conceptos afines, se aportan recomendaciones de uso de las palabras, se alerta sobre incorrecciones gramaticales, ortográficas o tipográficas y sobre errores frecuentes de traducción, y se aporta la escritura o la pronunciación de nombres extranjeros.

## Premios
El Diccionario de términos médicos ha recibido los siguientes premios:
- Premio Real Academia Española (RAE), edición correspondiente a 2013, modalidad de investigación filológica.
- Premio ABC Salud 2012 apartado de Responsabilidad Social Corporativa.
- Premio Una de Las Mejores Ideas de la Sanidad del año 2011, por Diario Médico.
- Premio Medes 2011 a la Mejor INICIATIVA que fomenta el uso del idioma español en la divulgación del conocimiento médico, de Laboratorios Lilly.

## Datos cuantitativos
- 65 000 acepciones correspondientes a 52 000 entradas.
- 35 000 sinónimos.
- 583 siglas, símbolos y abreviaturas con entrada propia.
- Información etimológica e histórica para más de 7000 tecnicismos médicos.
- 25 000 equivalentes en inglés norteamericano.
- Más de 27 000 observaciones sobre el correcto uso de los términos.
- 1800 páginas (edición impresa de 2012).

## Edición impresa
- Real Academia Nacional de Medicina (2011). Diccionario de términos médicos. Madrid: Editorial Médica Panamericana. ISBN 9788498351835.